# Carex acidicola
Espèce
Classification phylogénétique
Carex acidicola est une espèce de plantes du genre Carex et de la famille des Cyperaceae.
voir gueule du loup
]